# Clarisa Sagardía
Clarisa Sagardía (ur. 29 czerwca 1989 w Buenos Aires) – argentyńska siatkarka grająca jako rozgrywająca.
Obecnie występuje w drużynie Boca Juniors.